# Pistolet F. Ascaso
Le F. Ascaso était un pistolet semi-automatique conçu et produit en Catalogne pendant la Guerre d'Espagne. Son nom vient de l'anarcho-syndicaliste Francisco Ascaso Abadía. C'était une copie de l'Astra 400, mais avec une qualité de fabrication inférieure, même si sa conception était satisfaisante.
La production de cette arme a commencé en 1937 et elles ont été produites aux milices anarchistes[pas clair]. Sa production totale était comprise entre 5 000 et 8 000 unités.

## Voir également
- Astra 400
- AAC-1937
- Labora Fontbernat M-1938